# فرانك إس. هارغريف
فرانك إس. هارغريف (بالإنجليزية: Frank S. Hargrave)‏ هو سياسي أمريكي، ولد في 1874، وتوفي في 11 مارس 1942. حزبياً، نشط في الحزب الجمهوري. وقد انتخب عضو جمعية نيوجيرسي العامة.